# Boé
Boé – miejscowość i gmina we Francji, w regionie Nowa Akwitania, w departamencie Lot i Garonna.
Według danych na rok 1990 gminę zamieszkiwało 4021 osób, a gęstość zaludnienia wynosiła 244 osób/km² (wśród 2290 gmin Akwitanii Boé plasuje się na 105. miejscu pod względem liczby ludności, natomiast pod względem powierzchni na miejscu 680).